# Associazione nazionale famiglie caduti e dispersi in guerra
L'Associazione nazionale famiglie caduti e dispersi in guerra (in acronimo ANFCDG) è un ente morale la cui sede centrale è a Roma.
L'associazione cura gli interessi morali e materiali dei familiari di militari, partigiani e militarizzati caduti o dispersi in guerra o deceduti in seguito a ferite, lesioni od infermità riportate in guerra e di militari e militarizzati che hanno perso la vita nel compimento del dovere durante il servizio di leva o in opposizione ad ogni forma di eversione e terrorismo, ovvero nell'espletamento di missioni in nome e per conto delle organizzazioni internazionali alle quali l'Italia aderisce.